# Story Musgrave
Franklin Story Musgrave (Boston, 19 agosto 1935) è un medico ed ex astronauta statunitense.
Musgrave è noto soprattutto per la funzione che svolge in qualità di portavoce e consulente del gruppo di Imagineering della Walt Disney Company, la società che gestisce i vari Disneylands, nonché della Applied Minds in California.

## Formazione
Story Musgrave frequentò la St. Mark's School di Southborough in Massachusetts, negli anni dal 1947 al 1953, lasciando la scuola poco prima di ottenere il suo diploma di conclusione della High school. Nel 1958 raggiunse il titolo di bachelor in matematica e statistica conferito dall'Università di Syracuse. Un anno più tardi gli venne conferito il master in amministrazione commerciale per analisi di operazione e programmazione di computer da parte dell'Università della California di Los Angeles. Nel 1960 conseguì un ulteriore bachelor in chimica, conferito dal Marietta College seguito nel 1964 della laurea in medicina conseguita presso il Columbia University College of Physicians and Surgeons. Nel 1966 fece un ulteriore master in fisiologia e biofisica presso l'Università del Kentucky e nel 1987 un master in letteratura presso l'Università di Houston in Texas.
Musgrave è pluridecorato di onorificenze nazionali ed internazionali sia nel campo militare che in campo civile. È membro di influenti associazioni americane.

## Esperienze
Musgrave si arruolò presso la marina militare americana - United States Marine Corps - nel 1953 prestando servizio come esperto di elettronica dell'aviazione e tecnico di strumentazione ed assumendo il ruolo di comandante di un equipaggio di aereo in varie assegnazioni che lo portarono in Corea, Giappone e sulle isole Hawaii. Prestò servizio pure sulla portaerei USS Wasp stazionata nelle acque dell'Oceano Pacifico. Ha raggiunto 17.700 ore di volo su 160 diversi tipi di aerei per voli civili e militari. 7.500 ore di volo sono state raggiunte su aerei jet. Ha ottenuto tutte le qualificazioni possibili per svolgere la professione di istruttore di volo per voli civili e militari. Ulteriormente è un esperto paracadutista avendo eseguito oltre 500 lanci in volo libero di cui oltre 100 di collaudo, particolarmente per ottenere risultati in campo aerodinamico.

## Lavoro
Musgrave fu dipendente alla Eastman Kodak Company di Rochester, New York nel ruolo di matematico ed analista delle operazioni nel corso dell'anno 1958.
Per un anno, dal 1964 al 1965, ha collaborato al centro di medicina dell'Università del Kentucky di Lexington frequentando successivamente il corso di post laurea dell'U.S. Air Force (dal 1965 al 1966), e lavorando contemporaneamente nel campo della medicina aerospaziale e della fisiologia. Seguendo il corso di post laurea del National Heart Institute dal 1966 al 1967 insegnò ed esegui ricerche scientifiche nella fisiologia cardiovascolare e di sperimentazione. Dal 1967 al 1989, ha continuato nella collaborazione clinica e scientifica, lavorando con orario ridotto quale collaboratore e consulente esterno dell'Ospedale generale di Denver in Colorado nonché quale professore di fisiologia e biofisica (sempre con contratto part-time) del centro di medicina dell'Università del Kentucky.
Ha scritto 25 pubblicazioni scientifiche riferentesi al campo della medicina aerospaziale e della fisiologia (regolarizzazione della temperatura corporea), della fisiologia sperimentale e vari suggerimenti medici.

## Esperienze alla NASA
Story Musgrave venne scelto dalla NASA come scienziato-astronauta ad agosto del 1967. Frequentò l'apposito addestramento accademico per successivamente collaborare allo sviluppo e alla programmazione della stazione spaziale Skylab. Venne nominato a far parte dell'equipaggio di riserva della prima missione equipaggiata del programma, lo Skylab 2 nel ruolo di pilota-scienziato. Ha assunto il ruolo di Capcom durante la seconda e terza missione equipaggiata del programma, le missioni Skylab 3 e Skylab 4. Successivamente Musgrave partecipò alla programmazione ed allo sviluppo di tutti gli strumenti necessari per le attività extraveicolari da eseguire durante le missioni dello Space Shuttle. Questo compito comprendeva ricerche per il perfezionamento delle tute spaziali, dei sistemi di sopravvivenza, chiuse e camere d'aria ed unità di manovra umana come ad esempio la Manned Maneuvering Unit (MMU). Dal 1979 al 1982 e dal 1983 al 1984 venne incaricato del ruolo di pilota di collaudo e verificazione del Shuttle Avionics Integration Laboratory del Lyndon B. Johnson Space Center. Assunse nuovamente il ruolo di Capcom durante le missioni STS-31, STS-35, STS-36, STS-38 ed STS-41, e collaborò al centro di controllo di volo di Houston durante ulteriori successive missioni. Fu nominato specialista di missione per il voli STS-6 nel 1983, STS-51-F/Spacelab-2 nel 1985, STS-33 nel 1989 ed STS-44 nel 1991, nonché quale specialista del carico di bordo per la missione STS-61 nel 1993 per successivamente nuovamente assumere l'incarico di specialista della missione per il volo STS-80 nel 1996. Veterano di sei voli nello spazio, Musgrave ha raggiunto un totale di 1.281 ore 59 minuti e 22 secondi di volo nello spazio. Lasciò la NASA ad agosto 1997 per dedicarsi a seguire i suoi interessi privati.
La sua prima missione STS-6 venne lanciata dal Kennedy Space Center il 4 aprile 1983 ed atterrò all'Edwards Air Force Base in California il 9 aprile 1983. Durante questa prima missione dell'orbiter Challenger, l'equipaggio eseguì il primo posizionamento tramite lo Shuttle di un satellite artificiale IUS/TDRS, nonché Musgrave e Don Peterson condussero la prima attività extraveicolare dello Space Shuttle per testare le nuove tute spaziali ed eseguire simulazioni di assemblaggio e riparazione di oggetti nello spazio. La missione ebbe una durata totale di 5 giorni, 23 minuti e 42 secondi.
La missione STS-51F/Spacelab-2, nuovamente eseguito con il  Challenger, venne lanciata dal Kennedy Space Center il 29 luglio 1985 ed atterrò all'Edwards Air Force Base il 6 agosto 1985. Fu la prima di una serie che portò con sé come esclusivo carico di bordo lo Spacelab, nonché la prima ad adoperare lo Spacelab Instrument Pointing System (IPS).
Vennero eseguiti 13 esperimenti maggiori riferentesi particolarmente all'astronomia, alla fisica del Sole, alla scienza ionosferica, scienza umana ed un esperimento con elio altamente liquefatto. Durante la missione, Musgrave fu incaricato quale ingegnere per la sorveglianza dei sistemi di bordo durante la fase di lancio e di rientro, nonché assunse il pilotaggio del velivolo spaziale durante le operazioni eseguite in orbita. La missione ebbe una durata totale di 7 giorni, 22 ore, 45 minuti e 26 secondi.
La missione STS-33, venne eseguita con lo Space Shuttle Discovery. Il lancio notturno avvenne dal Kennedy Space Center il 22 novembre 1989. Questa specifica missione portò con sé un carico bordo del dipartimento della difesa degli Stati Uniti (United States Department of Defense) e pertanto i dettagli rimasero segreti al pubblico. Dopo 79 orbite terrestri, la missione si concluse sulla pista numero 04 dell'Edwards Air Force Base, con un atterraggio al calar del sole del 27 novembre 1989. La missione ebbe una durata totale di 5 giorni, 7 minuti e 32 secondi.
Pure la missione STS-44 venne avviata con un lancio notturno eseguito il 24 novembre 1991. L'obbiettivo primario della missione venne raggiunto con il posizionamento di un satellite artificiale del programma di supporto per il dipartimento della difesa (Defense Support Program - DSP) assemblato ad un congegno propulsore razzo del tipo Inertial Upper Stage (IUS). In aggiunta, l'equipaggio eseguì due esperimenti facenti parte del programma di personale militare nello spazio (Military Man in Space), tre esperimenti per il monitoraggio di radiazioni, nonché numerosi esperimenti medici per testare la resistenza ed il sopportamento di voli dello Shuttle di durata prolungata. La missione si concluse dopo 110 orbite terrestri. Lo Space Shuttle Atlantis atterrò presso l'Edwards Air Force Base il 1º dicembre 1991. La missione ebbe una durata totale di 6 giorni, 22 ore, 50 minuti e 42 secondi.
La missione STS-61 fu la prima di una serie per eseguire dei lavori di riparazione ed aggiustamento del telescopio spaziale Hubble (HST). Il lancio notturno avvenne dal Kennedy Space Center il 2 dicembre 1993 e lo Space Shuttle Endeavour esegui una manovra rendezvous e di aggancio al telescopio spaziale HST. Durante la missione di 11 giorni, il telescopio spaziale venne riposizionato e rimesso in completa operatività e funzionalità tramite il lavoro di due paia di astronauti durante 5 attività extraveicolari di durata record. Il dott. Musgrave esegui 3 di queste citate passeggiate spaziali. Dopo aver percorso una distanza di 7.135.464 chilometri durante le 163 orbite terrestri, la Endeavour atterrò al Kennedy Space Center in Florida nella notte del 13 dicembre 1993. La missione ebbe una durata totale di 10 giorni, 19 ore e 59 minuti.

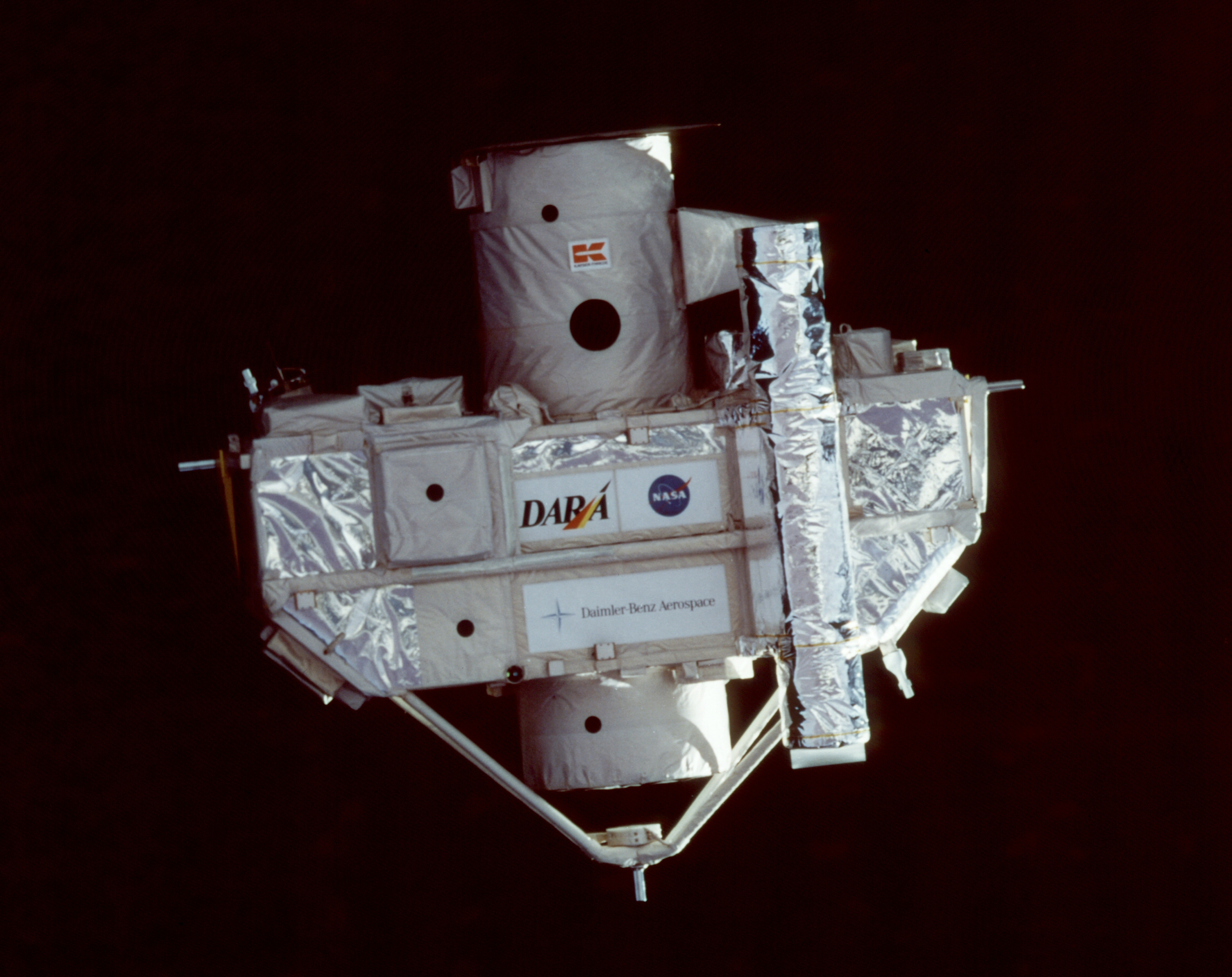
L'ORFEUS-SPAS-2 poco prima dell'aggancio al Columbia

La sua sesta ed ultima missione fu la STS-80 svoltasi dal 19 novembre al 7 dicembre 1996. L'equipaggio a bordo dello Space Shuttle Columbia il quarto giorno della missione posizionò il Wake Shield Facility (WSF), un satellite artificiale del peso di 2,3 tonnellate in grado di creare un vuoto d'aria fino a 1000 volte più puro di quello creabile artificialmente sulla Terra. Tale satellite venne ritirato al termine dei vari esperimenti e riposizionato nella baia di carico il settimo giorno della missione. Obbiettivo primario della missione fu comunque il posizionamento dell'Orbiting Retrievable Far and Extreme Ultraviolet Spectrometer (ORFEUS), un satellite artificiale composto da un complesso di strumenti astronomici quali telescopi, spettrografi a raggi ultravioletti una varia serie di specchi ecc. montati su di un satellite artificiale riutilizzabile chiamato Shuttle Pallet Satellite (SPAS) ed utilizzato principalmente per osservare le origini e la nascita di nuove stelle. Alla fine della missione aveva raggiunto il nuovo record di aver percorso ca. 12.000.000 di chilometri durante le 278 orbite terrestri. La missione ebbe una durata totale di 17 giorni, 15 ore e 53 minuti.
Musgrave rimarrà l'unico astronauta a volare in missioni con tutti i cinque Space Shuttle (Challenger, Discovery, Atlantis, Endeavour e Columbia nell'ordine). Fino al ritorno nello spazio del veterano del programma Mercury John Glenn nel 1998 ha detenuto il record quale persona più anziana in orbita avendo volato nella missione STS-80 ad un'età di 62 anni. Si è ritirato dalla NASA nel 1997.

## Vita privata
Nato a Boston in Massachusetts e cresciuto a Lexington in Kentucky dove tuttora risiede. Padre di sei figli (di cui uno già deceduto) spende la maggior parte del suo tempo libero dedicandosi al gioco degli scacchi, al volo, al giardinaggio, alla critica letteraria, ai microcomputer, al paracadutismo, alla fotografia, alla lettura, alla corsa, al nuoto sott'acqua ed al volo con il parapendio.